# زیردریایی یو-۳۴۱
زیردریایی یو-۳۴۱ (به انگلیسی: German submarine U-341) یک زیردریایی بود که طول آن ۶۷٫۱ متر (۲۲۰ فوت ۲ اینچ) بود. این زیردریایی در سال ۱۹۴۲ ساخته شد.